# (1528) Конрада
(1528) Конрада (нем. Conrada) — астероид главного пояса. Он был открыт 10 февраля 1940 года немецким астрономом Карлом Рейнмутом в обсерватории Хайдельберг в Германии и назван в честь немецкого контр-адмирала Второй мировой войны Фрица Конрада.

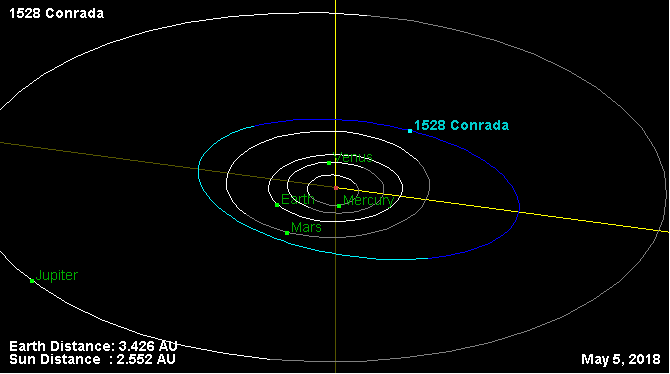
Орбита астероида Конрада и его положение в Солнечной системе